# Oncidium cheirophorum
Oncidium cheirophorum, también conocida como "botón de oro", es una especie de orquídea epífita. Es nativa desde Chiapas en México hasta Colombia.

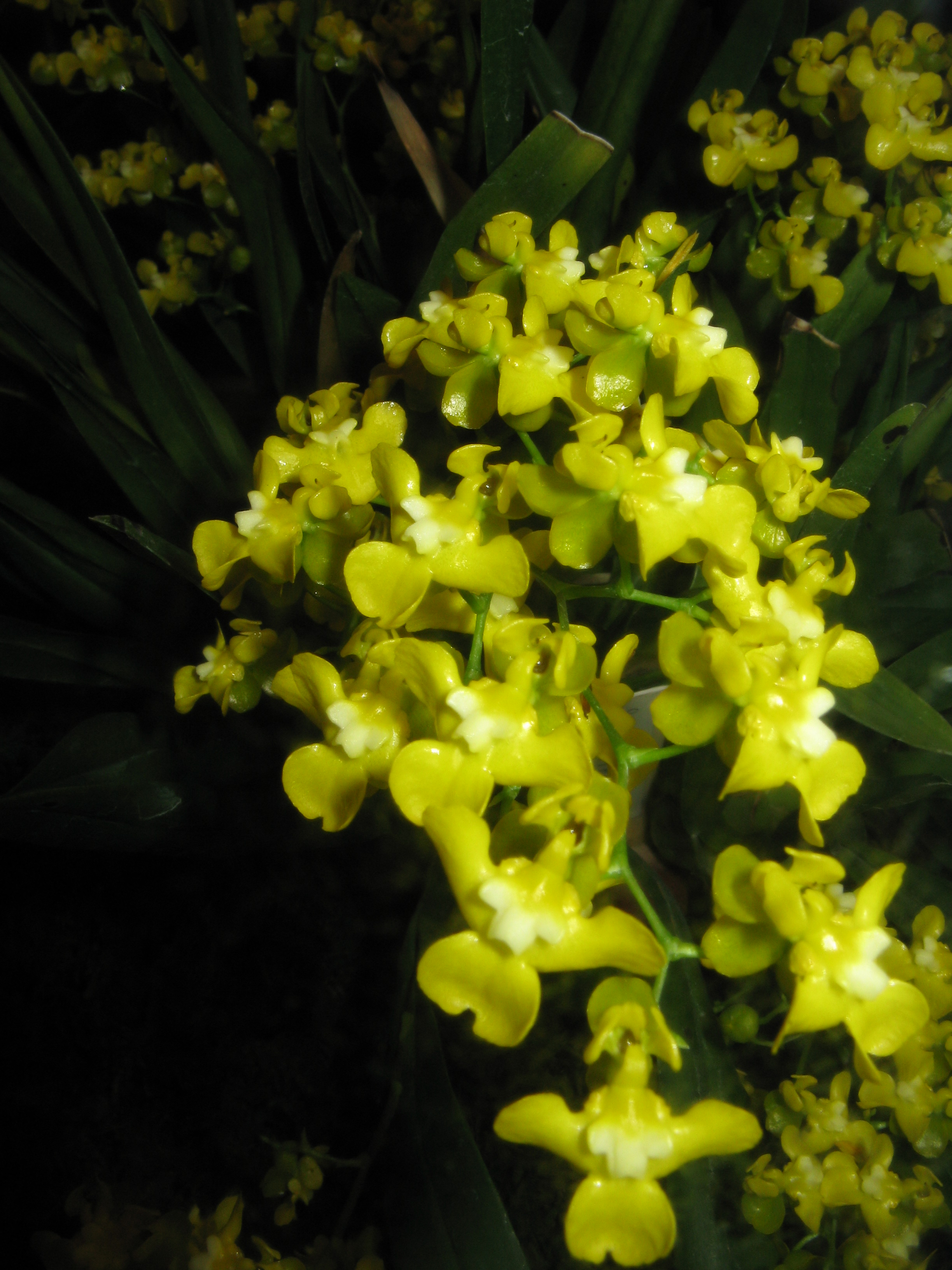
Flores

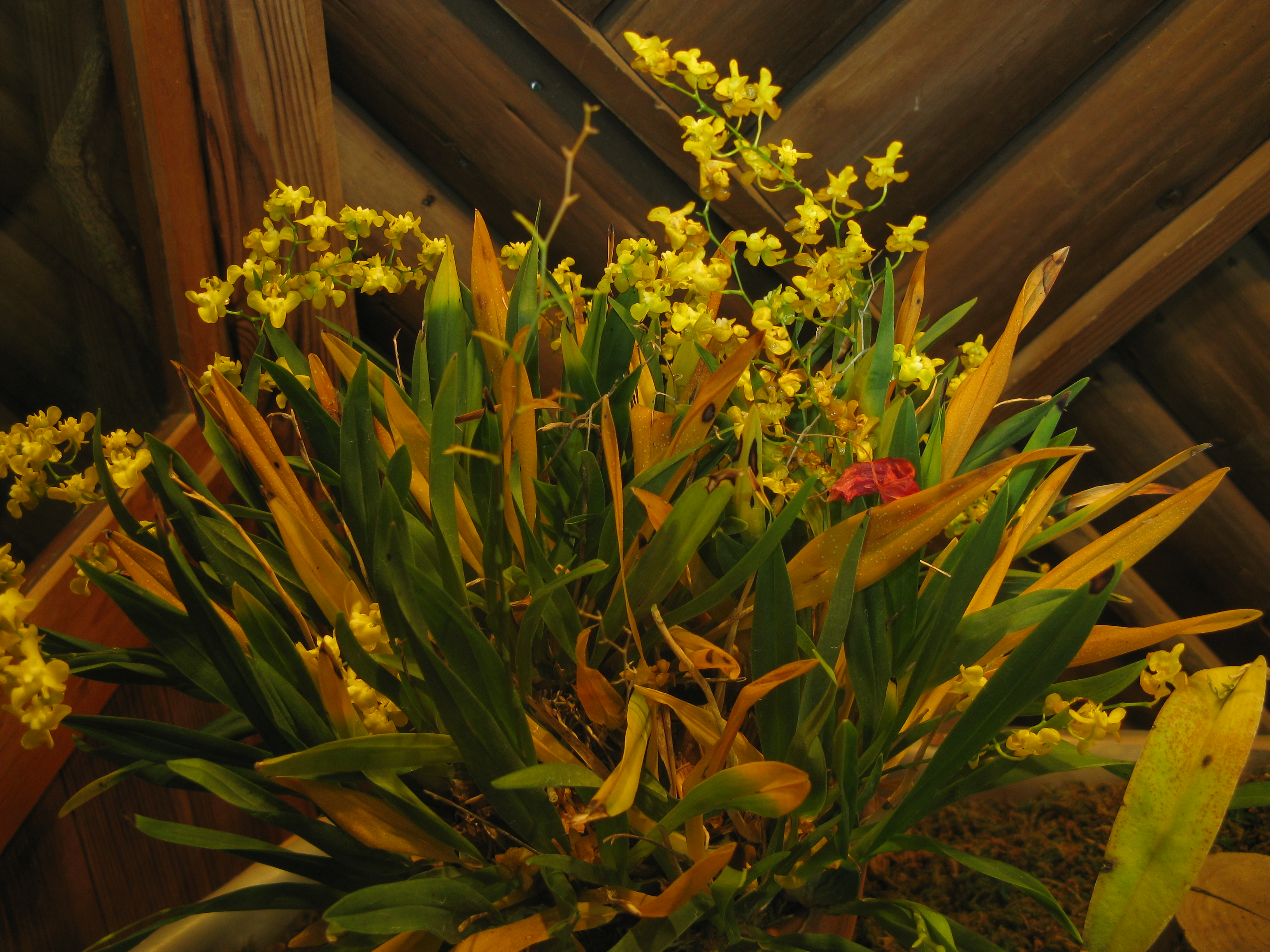
Vista de la planta

## Descripción
Son orquídeas  epífitas, cespitosas; con pseudobulbos ovoides, de 4 cm de largo, lisos, de color verde obscuro con manchitas café-negruzcas, revestidos de varias vainas con limbos foliares, unifoliados. Las hojas linear-lanceoladas, de hasta 17 cm de largo y 1.5 cm de ancho, agudas o acuminadas. La inflorescencia es una panícula de 20 cm de largo, lateral, hasta multiflora, las flores de color amarillo obscuro; los sépalos de 5–6 mm de largo, cóncavos,  fuertemente reflexos, con el dorsal obovado, de  3 mm de ancho; los pétalos ovados, de 5 mm de largo y 2.6 mm de ancho, cóncavos, subobtusos, fuertemente reflexos; el labelo de 8–12 mm de largo, 3-lobado, el lobo medio cuneiforme, de 3 mm de largo y 5 mm de ancho, retuso, los lobos laterales redondeados, de 4 mm de largo y 3 mm de ancho, con bordes revolutos, los bordes superiores con alas carnosas a veces verrugosas, el callo carnoso, complejo, cruciforme; columna 4 mm de largo, con alas conspicuas, de 2 mm de largo y 1 mm de ancho o las alas ausentes, la antera largamente rostrada; ovario filiforme, 1 cm de largo, pedicelado.

## Distribución y hábitat
Es una especie común en los bosques húmedos, a una altitud de 1100–1300 metros desde México a Colombia. La gran mayoría de ejemplares desde el centro de Costa Rica y hacia el norte, carecen de alas a los lados de la columna y se consideran la variedad geográfica O. cheirophorum var. exauriculatum Hamer & Garay.

## Taxonomía
Oncidium cheirophorum fue descrita por Heinrich Gustav Reichenbach  y publicado en Botanische Zeitung (Berlin) 10(40): 695. 1852.
Etimología
Ver: Oncidium, Etimología
cheirophorum: epíteto latíno que significa "con forma de mano".
Sinonimia
- Oncidium dielsianum Kraenzl. (1922)
- Oncidium macrorhynchum Kraenzl. (1922)
- Oncidium cheirophorum var. exauriculatum Fritz Hamer & Garay (1974)
- Oncidium exauriculatum (Hamer & Garay) R.Jiménez (1992)[3][4][5]